# 拿騷-烏辛根
拿騷-烏辛根（德語：Nassau-Usingen），德國歷史上的一個邦國，由拿騷家族瓦爾拉姆系統治，首府位於烏辛根。

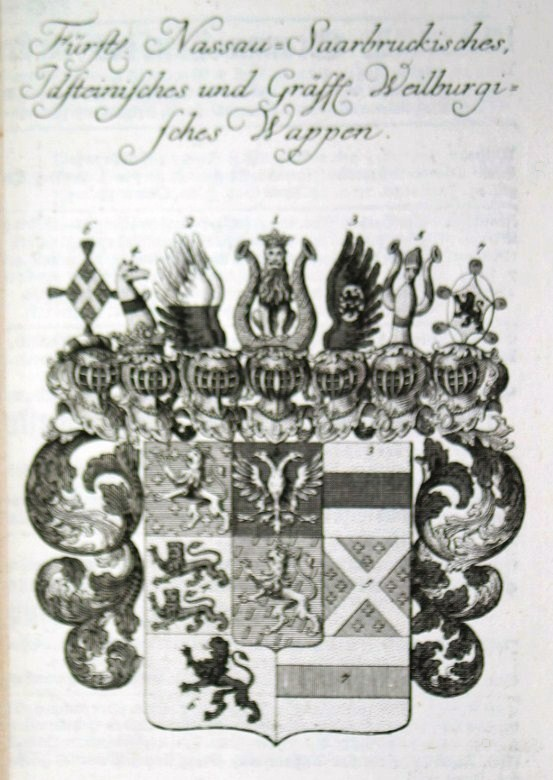

1806年，拿騷-烏辛根與拿騷-威爾堡合併為拿騷公國。

## 親王
1. 瓦爾拉德，1688年至1702年在位
2. 威廉·海因里希，1702年至1718年在位
3. 卡爾，1718年至1775年在位
4. 卡爾·威廉，1775年至1803年在位
5. 腓特烈·奧古斯特，1803年至1816年在位